# طبال مزدوج
الطبال المزدوج (بالإنجليزية: Double Drummer)‏ واسمه العلمي الطبال الكيسي (الاسم العلمي: Thopha saccata) والتي تترجم حرفيًا إلى ثوفا ساكاتا، هو أكبر الأنواع الأسترالية من الزيزيات، ويُذكر بأنهُ أعلى الحشرات صوتًا في العالم. وُثقَ وجوده بواسطة عالم الحيوان الدنماركي يوهان كريستيان فابريكيوس في عام 1803، ويُعتبر أول الزيزيات التي وُصفت وسُميت في أستراليا. سُميَّ بالطبال المزدوج لامتلاكه جيوبًا كبيرةً تُشبه الكيس ذات لونٍ أحمر بنيٍ داكن، حيثُ توجد هذه الجيوب على جوانب بطن الذكور البالغين، وتُستخدم لتضخيم الصوت الذي تنتجه الحشرة.
يكون رأس الطبال المزدوج أعرض من رؤوس الزيزيات الأخرى، ويمتلكُ صدرًا بنيًا مع نمطٍ أسود على ظهر الصدر، وتكون أجزاءه السفلية سوداء أو حمراء بنية. يمتلك الذكور والإناث مظهرًا مُتشابهًا، ولكن الإناث تفتقدُ وجود صناجة الذكر والأغطية التي تُشبه الكيس. يتواجد الطبال المزدوج في الغابات الجافة مُتصلبة الأوراق في كوينزلاند ونيوساوث ويلز، وتُفضل الأفراد البالغة منه التواجد على الفروع العالية من شجرُ الأوكالبتوس الكبير. يقضي الطبال المزدوج طور الحورية في الأرض، وبعد مرور عدة سنواتٍ يخرجُ منها في الفترة ما بين نوفمر حتى مارس، حيثُ يقضي 4 إلى 5 أسابيعٍ أُخرى. تظهرُ أفراد الطبال المزدوج بأعدادٍ كبيرةٍ في بعض السنوات، ولكنها قد لا تظهرُ في سنواتٍ أُخرى.

## التصنيف
في عام 1803، وصفَ عالم الطبيعة الدنماركي يوهان كريستيان فابريكيوس الطبال المزدوج بأنهُ زيزٌ مُتكيس (تيتيجونيا ساكاتا) (الاسم العلمي: Tettigonia saccata)، ويُعتبر هذا أول وصفٍ للزيز الأسترالي. وُثقَ بشكلٍ خاطئ وغير مفهوم وجود نوعٍ محلي في الصين، حيثُ وُضعَ في جنسٍ جديد يُسمى الطبال (ثوفا) (الاسم العلمي: Thopha) من قبل عالمي الحشرات الفرنسيين تشارلز جان باتيست أميوت وجان غيوم أودينيه سيرفيل، وكان ذلك في عملهما عام 1843 بعنوان «التاريخ الطبيعي للحشرات نصفيات الأجنحة» (بالفرنسية: Histoire naturelle des insectes Hemipteres)‏. اشتُق اسم الجنس من كلمة thoph (بالعبرية: תּוֹף)، والتي تعني طبلة، وقد سُجلت الصين كموطنها الأصلي. اشتُق الاسم المُحدد من الكلمة اللاتينية saccus، والتي تعني كيسة أو محفظة، ويُشبهها البعض أكثر بكيس النقود.
في عام 1838، أشار فيليكس إدوارد غيران-منفيل إلى أنَّ موطن الطبال المزدوج هو أستراليا وليس الصين. في عام 1843، قام جون ويستوود بتعيينها نوعًا نمطيًا للجنس، وأيضًا نوعًا نمطيًا لقبيلة الطبليات (Thophini). اشتُقَ الاسم الشائع من الأغطية الصناجية (الطبلية) التي تُشبه الكيس والموجودة على جانبي بطن ذكر الزيز.

## الوصف
يُعتبر الطبال المُزدوج البالغ أكبرُ الأنواع الأسترالية من الزيزيات، حيثُ يبلغ معدل طول الذكر 4.75 سم (1.87 بوصة) والأنثى 5.12 سم (2.02 بوصة). يبلغُ قطرُ الصدر حوالي 2 سم (0.79 بوصة)، ويُعتبر صدر الطبال المُزدوج واسعًا إذا ما قورنَ بصدر الزيزيات الأسترالية الأخرى. يبلغ طُول الأجنحة الأمامية ما بين 5 إلى 6.6 سم (2.0–2.6 بوصة). كما يبلغ مُتوسط امتداد الجناحين 13.3 سم (5.2 بوصة)، وقد بلغ 15.1 سم (5.9 بوصة) في أكبر عينةٍ من الطبال المزدوج. تبلغ متوسطُ كتلة الطبال المزدوج حوالي 4.0 غرام (0.14 أونصة).
يمتلك الذكور والإناث علاماتٍ مميزةٍ مُتشابهة، ولكن الذكور يمتلكون هياكلَ تُشبه الأكياس ذات لونٍ أحمر بني تتواجد على كل جانبٍ من جوانب بطونهم، حيث تشكلُ غطاءً فوق الهياكل الصناجية المُتخصصة والمُكونة من أضلاعٍ عمودية وصفيحةٍ صناجية (صفيحةٍ طبلية)، والتي تنبعجُ وتتثنى لإصدار صوت الزيزيات. يكون رأس الطبال المزدوج أعرض من رؤوس الزيزيات الأخرى، وأعرض من مقدم الظهر (ظهر الصدر الأمامي) الموجود خلفَه. يحتوي الرأسُ على قرون استشعارٍ ودرقةٍ خلفية، وتكون جميعها سوداء اللون، كما يوجد شريطٌ مستعرضٌ ضيقٌ مُقطعٌ ذو لونٍ بنيٍ فاتحٍ في قمة الرأس خلف العيينات (البقع العينية). تكون العيون سوداء اللون عند ظهورها في الصغار البالغين، ولكنها تتحول إلى اللون البني مع حدقاتٍ كاذبةٍ سوداء عند الحافة الخلفية للعين. يكون لون العيينات أحمر عميق.

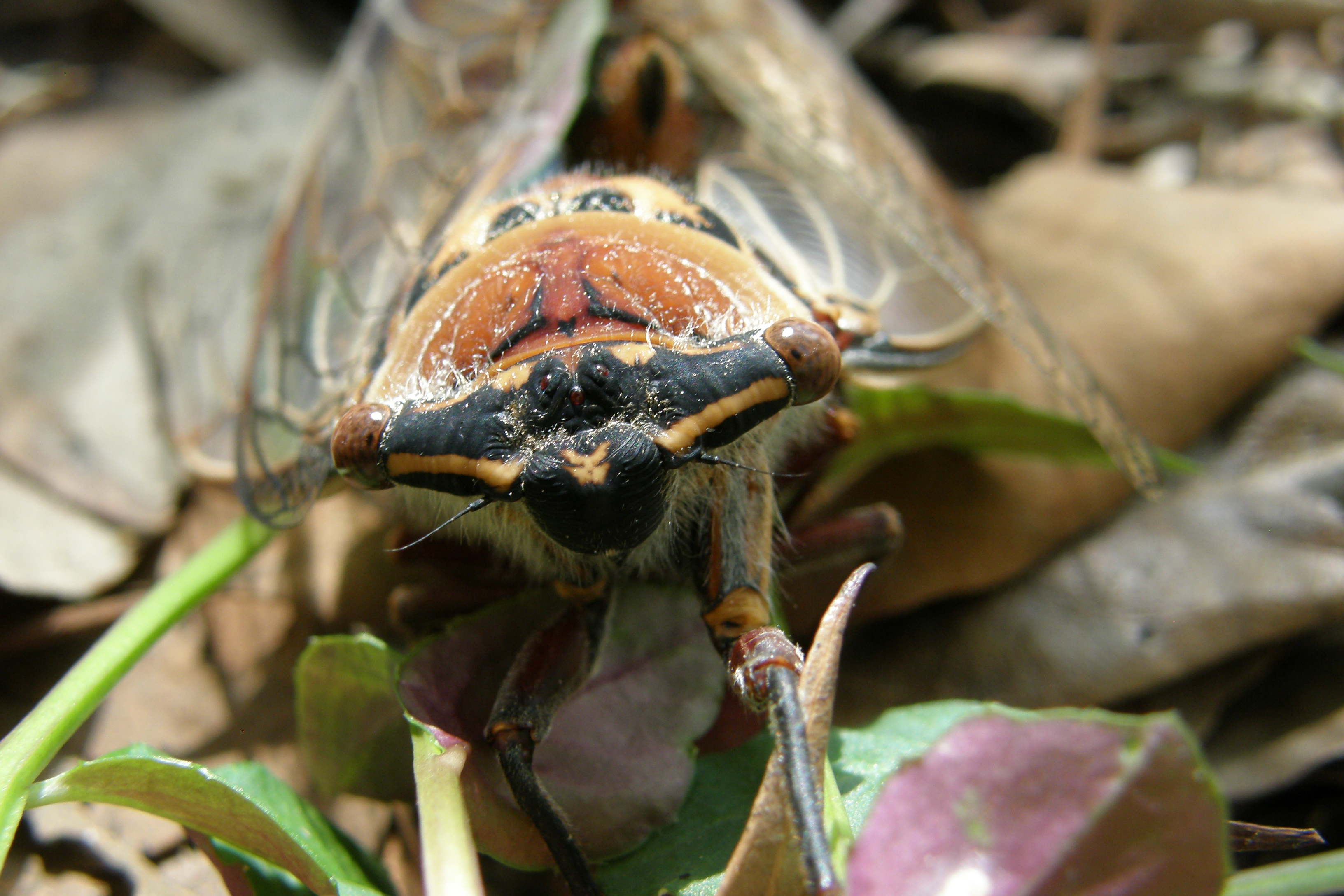
وجهُ طبال مزدوج، تظهر فيه العيون وعييناتٌ حمراء صغيرة في جنوب شرق كوينزلاند

يبلغُ طول الخرطوم 1.26 سم (0.50 بوصة)، وهو طويلٌ جدًا مقارنةً بأنواع الزيزيات الأسترالية الأخرى. يكون صدر الطبال المزدوج بنيًا، ثم يُصبح أكثر شحوبًا في الأفراد الأكبر سنًا. يكون مقدم الظهر (ظهر الصدر الأمامي) بنيًا صدئيَ اللون مع حدودٍ أماميةٍ سوداء، أما وسط الظهر فيكون شاحبًا قليلًا مع علاماتٍ سوداء بارزة، بالإضافة لوجود بقعٍ مخروطية الشكل تكون قواعدها باتجاه الأمام على جانبي الشريط المستعرض المتوسط، ويوجد إلى جانب هذه البقع زوجٌ من العلامات التي تُشبه رقم 7 على الجانب الأيمن من وسط الظهر وعكسها على الجانب الأيسر. يكون بطن الطبال المزودج أسودَ اللون بين الأغطية الصناجية، وأحمر بني وأسود في الناحية الخلفية. أما الأجزاء السفلية للطبال المزودج، فتكون حمراء بنية وسوداء ومغطاة بشعرٍ ناعمٍ مخملي فضي. يكون المسرأ (موضع البيض) في الأنثى طويلًا جدًا، حيث يبلغُ 1.76 سم (0.69 بوصة).

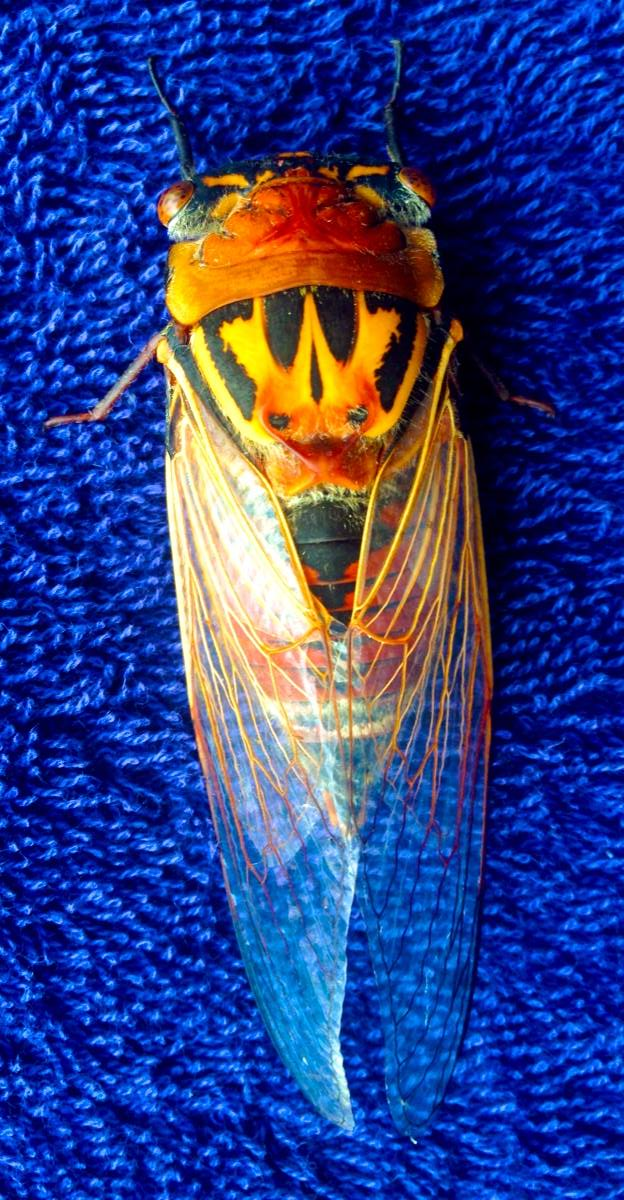
أنثى طبال مزدوج على سجادةٍ زرقاء

تكون أجنحةُ الطبال المزودج شفافةً (زجاجية) مع عروقٍ بنيةٍ فاتحة. يوجدُ على الأجزاء الشفافة من الأجنحة مجموعةٌ من الهياكل النانوية القشرية، وهيَ نتوءاتٌ مخروطية ذات مسافةٍ وارتفاعٍ يبلغ حوالي 200 نانومتر، مع أغطيةٍ كرويةٍ يبلغ نصف قطر قوسها حوالي 25-45 نانومتر. تكونُ هذه التراكيب بمثابةِ أسطحٍ مضادةٍ للترطيب وللانعكاس. تكون أرجل الطبال المزودج بنيةً داكنة مع شعرٍ رماديٍ مخملي.
يُوجد اختلافٌ طفيفٌ في لونِ الطبال المزدوج، ولكن أحيانًا تكون الإناث أغمق من المعتاد مع علاماتٍ أقل وضوحًا أو غير موجودةٍ أصلًا. يكون الطبال المزدوج أكبر وأغمق عمومًا من الطبال المزدوج الشمالي (الاسم العلمي: Thopha sessiliba)، حيث يمتلك الطبال المزدوج الشمالي شريطًا أبيضًا على بطنه، أما الطبال المزودج فيمتلك علاماتٍ سوداء على الحافة الأمامية للأجنحة الأمامية الممتدة خلف الخلية القاعدية (المنطقة القريبة من نقطة الالتقاء مع الصدر).
تُصدر ذكور الزيزيات صوتًا مُزعجًا لجذب الإناث، حيثُ يُوصف بأنهُ «صوت الصيف». يكون صوت الطبال المزدوج مرتفعًا جدًا، كما يُقال بأنهُ أعلى الحشرات صوتًا، وقد يصل الصوت إلى حجمٍ صامٍ للأذن بما يتجاوز 120 ديسيبل في حال وجود أعدادٍ كبيرة من الطبال المزدوج على مسافاتٍ قريبة. يُذكر بأنَّ الصوت الذي يُصدره يكون رتيبًا ويُشبه مزمار القربة عالِ النبرة. يرنُ (يتردد) صوت انبعاج الصفيحة الصناجية (الطبلية) في حجرةٍ مُجوفةٍ مجاورةٍ في البطن، بالإضافة إلى أكياسٍ خارجيةٍ مليئةٍ بالهواء، والتي تعمل كمرنان هلمهولتز.
قد يتوقف صوت الطبال المزدوج أو يظهرُ فجأةً، ويحدث هذا نادرًا أو بشكلٍ مُتكرر، كما أنَّ الصوت غالبًا ما ينتهي فجأةً. وُصف صوت الطبال المزدوج بأنهُ «تار-ران-تار-رار-تار-ران-تار-رار»، ويتكون من سلسلةٍ من الذبذبات المُنبعثة بمعدل 240-250 ذبذبة في الثانية. تكون الأغطية الصناجية (الطبلية) في الطبال المزدوج أكبر بكثيرٍ من الأنواع الأخرى، كما أنها تجعل صوتهُ أعلى وتوجهُه في اتجاهٍ مُعين. هُناك مرحلتان متميزتان في الصوت، حيث يتنقلُ الطبال المزدوج بينهما على فتراتٍ غير مُنتظمة. المرحلة الأولى هي صوتٌ مُستمر، والذي قد يستمر لعدة دقائق، حيثُ يتراوح التردد في خلال هذه الفترة ما بين 5.5-6.2 كيلوهرتز و6.0-7.5 كيلوهرتز ومن 4 إلى 6 مرات في الثانية. أما في المرحلة الأُخرى، فإنَّ الصوت ينقطعُ بتكرارٍ متزايد، مما يؤدي إلى صوت تهتهة. قد يحدثُ خلطٌ بين هذا الانقطاع والصمت؛ وذلك لأنَّ الفرق في الحجم كبيرٌ جدًا، ولكن على الرغم من هذا إلا أنَّ الأغنية فعليًا تكون مُستمرة بمستوى صوتٍ أقل بكثير. خلال مرحلة التهتهة والتي تستمر لعدة ثوانٍ، فإنَّ التردد يظل حوالي 5.75-6.5 كيلوهرتز. يكون تردد الصوت متوافقًا جدًا مع تردد تكرار الذبذبة، مما يجعله صوتًا رنينيًا خاصًا. يتجمع أفراد الطبال المزدوج في مجموعاتٍ لتضخيم صوتهم، مما قد يُبعد عنهم خطر الافتراس بواسطة الطيور، كما أنَّ ذكر الطبال المزدوج يُصدر نداء استغاثة عند إمساكه من قبل مُفترسٍ ما، ويكون على شكل صوتٍ مُزعجٍ غيرُ منتظمٍ مُجزأ حادٍ.

## دورة الحياة

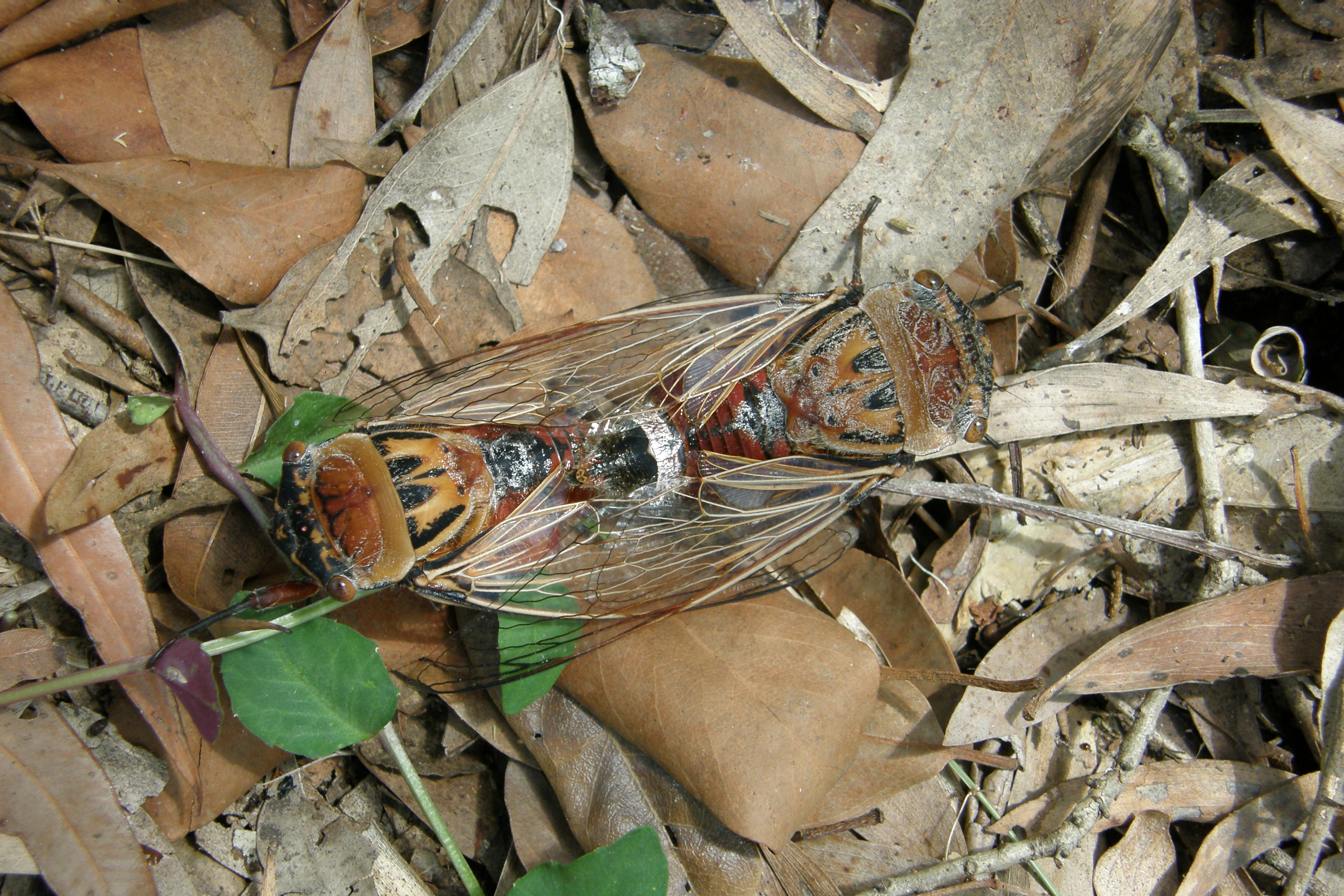
تزاوجُ زوجٍ من الطبال المزدوج في جنوب شرق كوينزلاند

تكون بيوض الطبال المزدوج ضيقةَ الحجم مغزلية الشكل، وتُوضع بواسطة مسرأ الأُم في سلسلةٍ من الشقوق المَقطوعة في فروع أو غصون الأشجار، عادةً شجرة الأوكالبتوس. بالمتوسطِ توضع حوالي 12 بيضة في كل شقٍ، مما يعني وجود مئات البيوض في الشقوق، وقد تؤدي هذه الشقوق إلى أضرارٍ كبيرةٍ في لحاء الأشجار الغَضّة. تفقسُ جميع البيوض بعد حوالي 70 يومًا ولكنها تستغرقَ فترةً أطول في الظروف الباردة أو الجافة، وعادةً ما يكون هناك فرقُ يومٍ أو يومين بين البيضة والأخرى. بعد ذلك تسقطُ اليرقات على الأرض وتحفُر في التربة. على الرغم من أنَّ مدة دورة حياة الطبال المزدوج غير معروفةٍ، إلا أنَّ حوريات الزيزيات عمومًا تستغرق من 4 إلى 6 سنواتٍ تحت الأرض. تظهرُ أفراد الطبال المزدوج في وقتِ النهار، ولكنَّ هذا الأمر غير مُعتادٍ في الزيزيات الأسترالية. عادةً ما تظهر الحوريات لأول مرةٍ بشكلٍ جماعي، وتكون مُغطاةً بالوحل، حيثُ يبقى الوحل على سلاختها، وعادةً ما تتركُ الزيزيات سلاختها عند ظهورها لأول مرة، فتتركه في قواعد أو تجاويف شجرة الأوكالبتوس. قد تظهرُ الأفراد الجديدة المُتعاقبة في أماكن مُختلفة داخل الغابة في كل عام. يجُف جسد وأجنحة الزيزيات ويُصبحان صلبان بمجرد تخلصها من السلاخة.
يبلغُ متوسط عمر الأفراد البالغة من الطبال المزدوج حوالي 4 أو 5 أسابيع، وفي خلال هذا الوقت، تتزاوج وتتكاثر وتتغذى على عصارة الأشجار الحية فقط، حيثُ تمتصها عبر أجزاءٍ فمويةٍ مُتخصصة. تموت أنثى الزيزيات بعد وضعها للبيض.

## الموطن والتوزيع

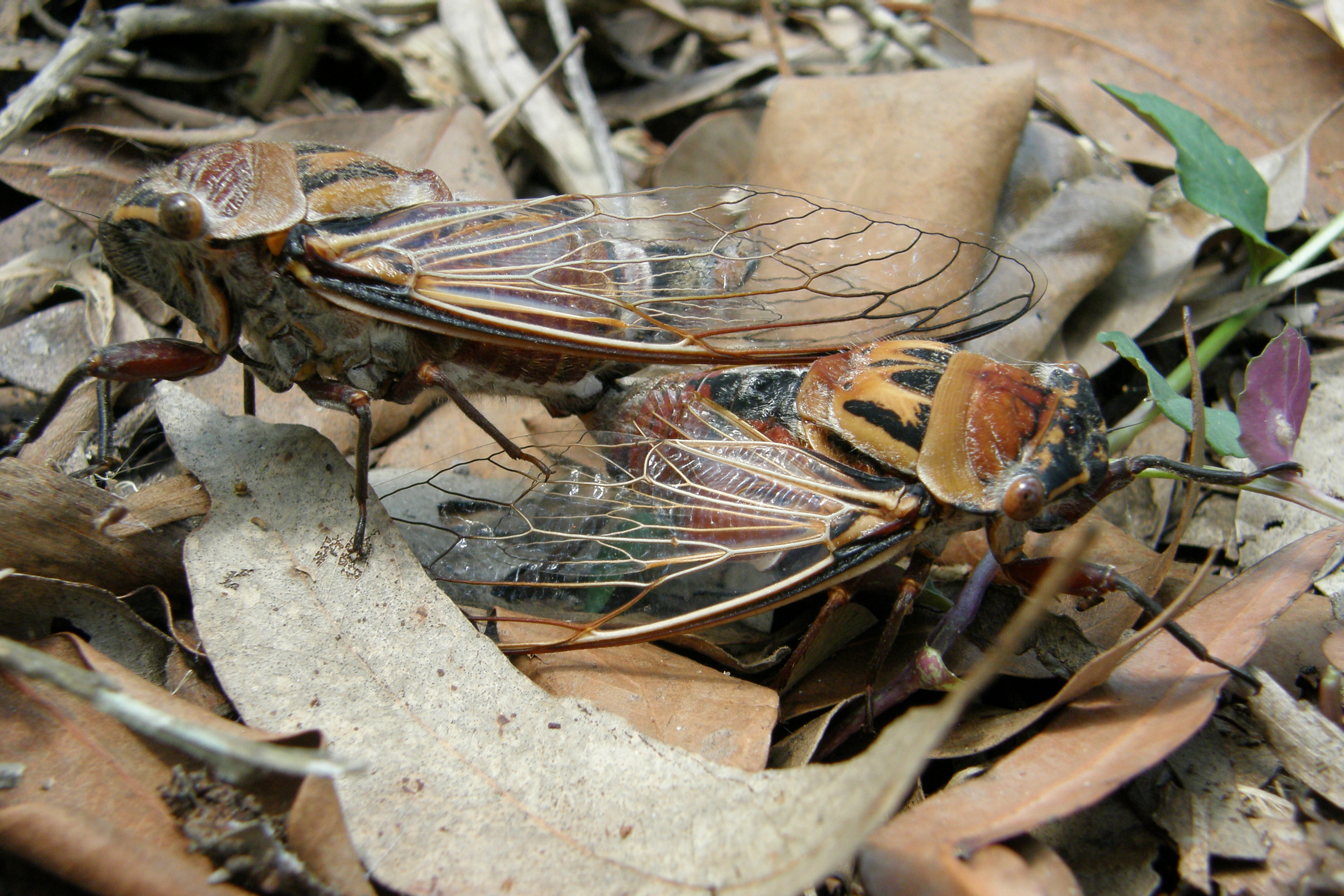
أنثى (في الخلف، على اليسار) وذكر (في الأمام، على اليمين) طبال مزدوج

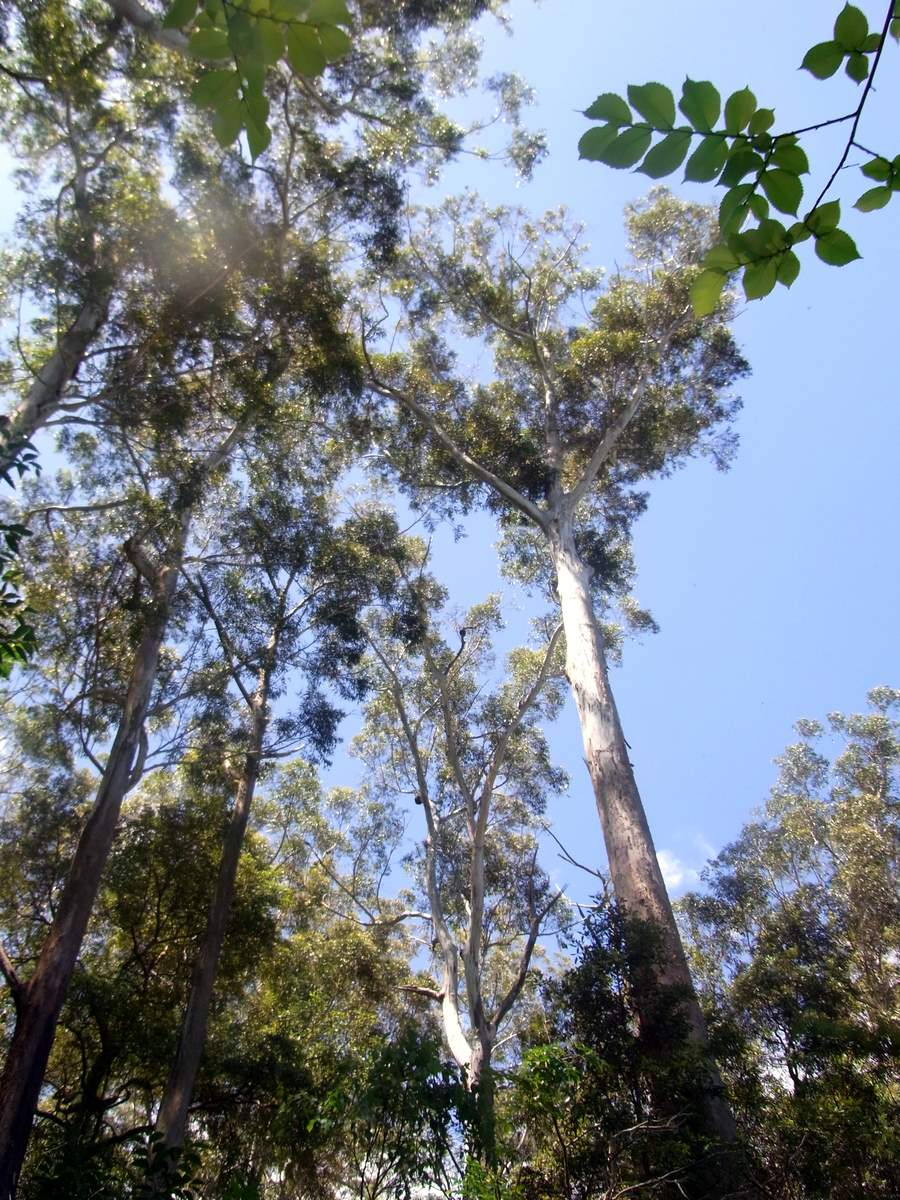
أوكالبتوس حبي في غابةٍ متصلبة الأوراق في سيدني

يتوزعُ الطبال المزدوج توزيعًا منفصلًا، حيثُ ينتشرُ من كوينزلاند الاستوائية الشمالية بالقرب من شيبتونز فلات وكوكتاون وجنوبًا إلى إنغهام وسارينا، ثم من غمبيا في جنوب شرق كوينزلاند إلى مورويا في جنوب نيوساوث ويلز. تتواجد أفراد الطبال المزدوج في مُرتفعات الجزء الشمالي من مناطق توزيعها؛ وذلك لأنَّ المناخ هناك يُشبه المناخ في جنوب شرق كوينزلاند. وضعَ والتر ويلسون فروغت وروبرت جون تيليارد جنوب أستراليا في مناطق توزيع الطبال المزدوج بالخطأ.
تظهرُ أفراد الطبال المزدوج البالغة في نوفمبر حتى أوائل مارس، وتكون كثيرةَ النسلِ في بعض السنوات وعديمة النسل في سنواتٍ أُخرى. تتواجد في الغابات الجافة مُتصلبة الأوراق، حيثُ تُفضل الهُبوط والغذاء على شجر الأوكالبتوس الكبير ذي الأقطار التي تزيدُ عن 20 سم (7.9 بوصة)، كما تتركز على أوراق الشجر المُتناثرة على ارتفاعٍ يتراوح ما بين 10-25 مترًا (33-82 قدمًا)، خاصةً الأنواع ذات اللحاء الخشن مثل الزَورَقية (تُعرف باسم التفاح عند السُكان الأوروبيين) والترستانية. في دراسةٍ أُجريت في ثلاثة مواقع في غرب سيدني، وُجدت عدةُ أشجارٍ مرتبطة بالطبال المزدوج، ومنها الأوكالبتوس المالوكوي والأوكالبتوس العنقودي والزورقية البكيرية. لُوحظ وجودُ أفرادٍ بالغةٍ من الطبال المزدوج على الأوكالبتوس المتين وأحيانًا على الأوكالبتوس الحبي، والكزوارينا المختلفة الساحلية والصنوبر الشعاعي في الغابات الحرشية المستنقعية الساحلية مُتصلبة الأوراق في هوكس نست. تتغذى الحوريات في المقام الأول على جذور الأوكالبتوس.
لم يتكيف الطبال المزدوج جيدًا مع حياة المدينة، حيثُ يقتصرُ تواجده في المدن على المدرجات الطبيعية للأشجار الكبيرة.

## السلوك
في الطقس الحار يُمكن العثور على أفراد الطبال المزدوج على الفروع العليا للأشجار، أما في الأيام المُمطرة أو الملبدة بالغيوم، فتتواجد في الأسفل على جذوع الأشجار بالقرب من الأرض. تكون أفراد الطبال المزدوج الموجودة على جذوع الشجرة مُتقلبةً بسرعة، وقد تطيرُ بشكلٍ جماعي إذا شعرت بالانزعاج. يمتلك الطبال المزدوج إدراكًا حسيًا ممتازًا مقارنةً بالزيزيات الأسترالية الأُخرى، ويطيرُ بمتوسط سرعة حقيقيةٍ تبلغُ 2.5 م/ث (8.2 قدم/ث)، وبسرعةٍ قصوى تبلغ 4.0 م/ث (13 قدم/ث)، كما يُعتبر بارعًا جدًا في الهبوط. يُعرف أنَّ الطبال المزدوج كان يطيرُ إلى الخارج باتجاه البحر في رحلةٍ باتجاه واحد، حيثُ عُثر لاحقًا على أجسادها قد جرفتها الأمواج إلى الشواطئ. في يناير 1979، وُثقَ سربٌ من الطبال المزدوج على بعد 8 كم (5.0 ميل) من ساحل ساسكس إنليت، وكانت تطيرُ داخل وبالقرب من قاربٍ يمتلكه صيادٌ محلي.

## الافتراس

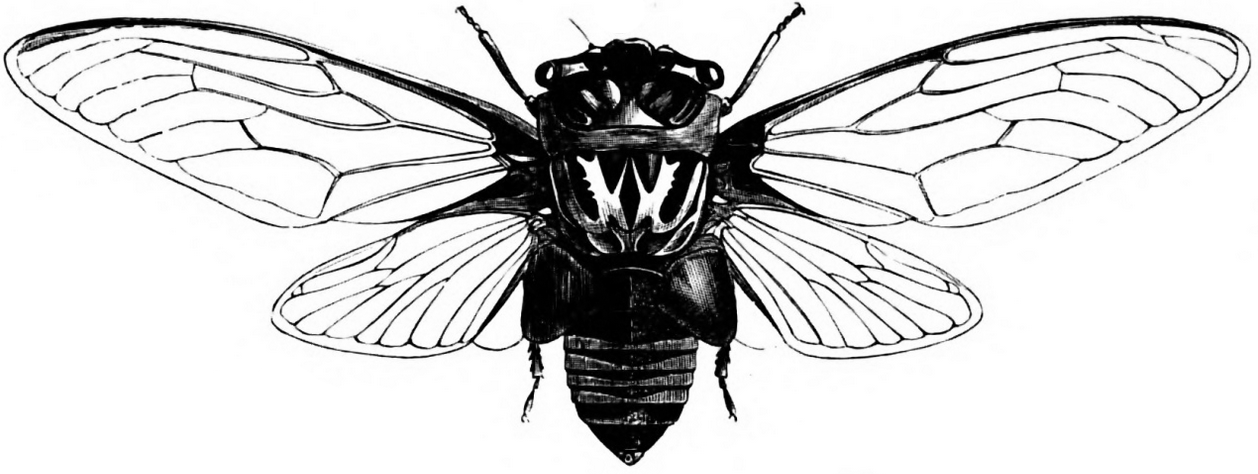
رسمٌ توضيحي للطبال المزدوج، يظهرُ في كتاب وليام فورسيل كيربي لعام 1885 بعنوان "Elementary text-book of entomology"

تلتهمُ الطيور كمياتٍ كبيرةٍ من الزيزيات البالغة؛ وذلك لأنها تظهرُ في وقتِ النهار. عُثر أيضًا على زيزيات الطبال في معدة ثعالب. يُعتبر الطبال المزدوج واحدًا من أكثر أنواع الزيزيات افتراسًا من قبل الزنبور قاتل الزيز (Exeirus lateritius)، والذي يلسعُ الزيزيات ويشّل حركتها على الأشجار، فتسقطُ على الأرض، ثم يقومُ برفعها وحملها ودفعها بساقيه الخلفيتين، وفي بعض الأحيان قد تصل المسافة لأكثر من 100 متر (330 قدم). حيثُ يدفعها بقوةٍ إلى جحره، ويضعها على رفٍ يُشبه سرداب الموتى وعادةً ما يكون مليئًا بها، حيثُ تشكلُ مخزونًا غذائيًا ليرقات الزنبور التي تنمو في البيض الموجود داخل الجُحر.

## علاقته بالإنسان
يتسلقُ أطفال المدارس الأشجار لجمعِ الزيزيات الحية والاحتفاظ بها كحيواناتٍ أليفةٍ في علب الأحذية، ولكن عادةً لا يُمكن الاحتفاظ بها بسهولةٍ لمدةٍ تزيد عن يومٍ أو يومين؛ وذلك لأنها تحتاج إلى عصارةٍ متدفقةٍ للغذاء. قد يقوم بعض جامعي الزيزيات بأخذِ أفرادٍ بالغةٍ منها إلى قاعاتِ الدراسة، فيُسبب صوتها الحاد دهشةً في الفصل الدراسي. ظهرت قصائد خاصة بالطبال المزدوج في صحيفة كاثوليك بريس في عامي 1933 و1936، حيثُ وَصفت للأطفال دورة حياة الطبال المزدوج وافتراس الطيور له.

### فهرس المراجع
1. ↑  "أمثلة سياقية: الطبال المزدوج في نص مترجم في قاموس المعاني". قاموس المعاني. مؤرشف من الأصل في 2019-08-04. اطلع عليه بتاريخ 2019-08-04.
2. 1 2 3 4 5 6 7 8 9 10 11 12 13 14 15 16  Burns، Alexander Noble (1962). "Revision of the Genus Thopha (Cicadidae)". Memoirs of Museum Victoria. ج. 25: 269–79. مؤرشف من الأصل في 2019-08-03.
3. 1 2  Brunet، Bert (2000). Australian Insects: A Natural History. Chatswood, New South Wales: Reed New Holland. ص. 205. ISBN:1-876334-43-6.
4. 1 2  Fabricius, Johan Christian (1803). Systema rhyngotorum : secundum ordines, genera, species : adiectis synonymis, locis, observationibus, descriptionibus (باللاتينية). Brunswick, Germany: C. Reichard. p. 34. Archived from the original on 2019-08-02.
5. 1 2  Guérin-Méneville, Félix Édouard (1838). "Voyage de la Favorite". Magasin de zoologie (بالفرنسية). 9: 80. Archived from the original on 2019-08-02.
6. 1 2 3  Moulds 1990، صفحة 22.
7. 1 2 3 4 5 6 7 8 9 10 11 12 13  Moulds 1990، صفحات 55–56.
8. 1 2  "It's the world's oldest love song". Australian Women's Weekly. National Library of Australia. 3 فبراير 1960. ص. 30. مؤرشف من الأصل في 2020-03-28. اطلع عليه بتاريخ 2013-08-10.
9. 1 2  "Open-Air Yarns: Singing Cicadas". Sunday Mail  [لغات أخرى]‏. Adelaide: National Library of Australia. 17 ديسمبر 1927. ص. 14. مؤرشف من الأصل في 2020-03-28. اطلع عليه بتاريخ 2013-08-20.{{استشهاد بخبر}}:  صيانة الاستشهاد: علامات ترقيم زائدة (link)
10. 1 2 3 4  Moulds، Maxwell (1 سبتمبر 2009). "Those Noisy Sydney Insects – the Cicadas". في Daniel Lunney؛ Pat Hutchings؛ Dieter Hochuli (المحررون). The Natural History of Sydney. Mosman, NSW: Royal Zoological Society of New South Wales. ص. 227–33. ISBN:978-0-9803272-3-6. مؤرشف من الأصل في 2020-03-28. {{استشهاد بكتاب}}: |archive-date= / |archive-url= timestamp mismatch (مساعدة)
11. ↑  Department of the Environment, Water, Heritage and the Arts (19 يوليو 2012). "Species Thopha saccata (Fabricius, 1803)". Australian Faunal Directory. Commonwealth of Australia. مؤرشف من الأصل في 2 ديسمبر 2013. اطلع عليه بتاريخ 8 أغسطس 2013.{{استشهاد ويب}}:  صيانة الاستشهاد: أسماء متعددة: قائمة المؤلفين (link)
12. ↑  Amyot, Charles Jean-Baptiste; Audinet-Serville, Jean Guillaume (1843). Histoire naturelle des insectes Hemipteres (بالفرنسية). Paris, France: Librairie encyclopédique de Roret. p. 471. Archived from the original on 2019-08-02.
13. ↑  Simpson، D.P. (1979). Cassell's Latin Dictionary (ط. 5). London, United Kingdom: Cassell Ltd. ص. 528. ISBN:0-304-52257-0.
14. ↑  Westwood, John Obadiah (1843). "Descriptions of Some Homopterous Insects from the East Indies". Arcana Entomologica or Illustrations of New, Rare, and Interesting Insects. London, United Kingdom: William Smith. ج. 2. ص. 33–35 [33]. مؤرشف من الأصل في 2016-10-18.
15. ↑  Moulds، Maxwell Sydney (30 أبريل 2012). "A Review of the Genera of Australian Cicadas (Hemiptera: Cicadoidea)". Zootaxa. ج. 3287: 1–262 [224]. مؤرشف من الأصل في 2019-07-24.
16. ↑  Moulds، Maxwell Sydney (2001). "A Review of the Tribe Thophini Distant (Hemiptera: Cicadoidea: Cicadidae) with the Description of a New Species of Thopha Amyot Serville". Insect Systematics and Evolution. ج. 32 ع. 2: 195–203. DOI:10.1163/187631201X00155. ISSN:1399-560X.
17. 1 2  Goding, Frederic Webster؛ Froggatt, Walter Wilson (1904). "Monograph of the Australian Cicadidae". Proceedings of the Linnean Society of New South Wales. ج. 29 ع. 3: 561–670 [571–72]. مؤرشف من الأصل في 2019-04-21.
18. 1 2 3 4  Cammeray (8 مارس 1914). "Nature Study – Habits of the Shrill Cicada – Essentially a Summer Insect – Viewed in its Australian Habitat". The Sunday Times  [لغات أخرى]‏. Sydney: National Library of Australia. ص. 32. مؤرشف من الأصل في 2020-03-28. اطلع عليه بتاريخ 2013-08-20.{{استشهاد بخبر}}:  صيانة الاستشهاد: علامات ترقيم زائدة (link)
19. ↑  Bennet-Clark، Henry (1997). "Tymbal Mechanics and the Control of Song Frequency in the Cicada Cyclochila australasiae". Journal of Experimental Biology. ج. 200: 1681–94. PMID:9319589. مؤرشف من الأصل في 2016-08-12.
20. 1 2  Watson, Jolanta A.؛ Hu, Hsuan-Ming؛ Cribb, Bronwen W.؛ Watson, Gregory S. (2011). "Anti-wetting on Insect Cuticle – Structuring to Minimise Adhesion and Weight". في Pramatarova, Lilyana (المحرر). On Biomimetics. Rijeka, Croatia: Intech. ص. 395–418. ISBN:978-953-307-271-5. مؤرشف من الأصل في 2020-09-06. اطلع عليه بتاريخ 2020-09-16.{{استشهاد بكتاب}}:  صيانة الاستشهاد: BOT: original URL status unknown (link)
21. 1 2  Wondjina (28 ديسمبر 1946). "The Cicada Sings for Love". Sydney Morning Herald. Sydney: National Library of Australia. ص. 10. مؤرشف من الأصل في 2020-03-28. اطلع عليه بتاريخ 2013-08-20.
22. 1 2  Craig، Owen (17 فبراير 2001). "Summer of Singing Cicadas". ABC Science – Environment and Nature. Australian Broadcasting Corporation. مؤرشف من الأصل في 2018-11-01. اطلع عليه بتاريخ 2013-08-15.
23. ↑  "Animal Species: Double Drummer Cicada". Australian Museum. مؤرشف من الأصل في 2017-03-13. اطلع عليه بتاريخ 2013-08-19.
24. ↑  Bennet-Clark، Henry (1999). "Resonators in Insect Sound Production: How Insects Produce Loud Pure-tone Songs". Journal of Experimental Biology. ج. 202: 3347–57. PMID:10562517. مؤرشف من الأصل في 2016-03-04.
25. ↑  "The Cicada". سيدني مورنينغ هيرالد. Sydney: National Library of Australia. 29 أبريل 1933. ص. 9. مؤرشف من الأصل في 2020-03-28. اطلع عليه بتاريخ 2013-08-10.
26. ↑  Young، David (1972). "Analysis of Songs of Some Australian Cicadas". Australian Journal of Entomology. ج. 11 ع. 3: 237–43. DOI:10.1111/j.1440-6055.1972.tb01623.x.
27. 1 2  Moulds 1990، صفحات 5–6.
28. ↑  Monteith, Geoff؛ Burwell, C.؛ Lambkin, C (2011). "Cicadas – Our Summer Singers Fact Sheet" (PDF). Queensland Museum Learning. South Brisbane, Queensland: The State of Queensland (Queensland Museum). مؤرشف من الأصل (PDF) في 2016-03-04. اطلع عليه بتاريخ 2014-04-11.
29. ↑  Moulds 1990، صفحة 53.
30. 1 2  Popple، Lindsay (2006). "Genus Thopha Amyot and Serville, 1843 (Drummers)". The Cicadas of Central Eastern Australia. University of Queensland. مؤرشف من الأصل في 2019-03-13. اطلع عليه بتاريخ 2013-08-15.
31. ↑  "The Cicadas". The Morning Bulletin. Rockhampton, Qld.: National Library of Australia. 17 ديسمبر 1954. ص. 14. مؤرشف من الأصل في 2020-03-28. اطلع عليه بتاريخ 2013-08-10.
32. ↑  Britton، David (19 مارس 2012). "Cicadas: Superfamily Cicadoidea". Nature Culture Discover. Sydney: Australian Museum. مؤرشف من الأصل في 2018-05-14. اطلع عليه بتاريخ 2014-04-11.
33. ↑  Froggatt، Walter Wilson (1907). Australian Insects. Sydney, New South Wales: W. Brooks. ص. 348–49. مؤرشف من الأصل في 2019-08-03.
34. 1 2  Hawkeswood، Trevor J. (2007). "Notes on the Occurrence and Habitat of a Population of Thopha saccata (Fabricius, 1803) (Homoptera: Cicadidae) on the Central Coast of New South Wales, Australia" (PDF). Calodema ع. Supplementary Paper No. 20: 1–2. مؤرشف من الأصل (PDF) في 2013-12-02.
35. ↑  MacNally، Ralph C.؛ Doolan, Jane M. (1986). "Patterns of Morphology and Behaviour in a Cicada Guild: A Neutral Model Analysis". Austral Ecology. ج. 11 ع. 3: 279–94. DOI:10.1111/j.1442-9993.1986.tb01398.x.
36. ↑  Emery, D.L.؛ Emery, S.J.؛ Emery, N.J.؛ Popple, L.W. (2005). "A Phenological Study of the Cicadas (Hemiptera: Cicadidae) in Western Sydney, New South Wales, with Notes on Plant Associations". Australian Entomologist. ج. 32 ع. 3: 97–110.
37. ↑  Moulds 1990، صفحة 7.
38. 1 2  Moulds 1990، صفحة 10.
39. ↑  McIntosh، D. L. (1963). "Food of the Fox in the Canberra District". CSIRO Wildlife Research. ج. 8 ع. 1: 1–20. DOI:10.1071/CWR9630001.
40. ↑  Tillyard، Robert John (1926). The Insects of Australia and New Zealand. Sydney, New South Wales: Angus & Robertson. ص. 298–99..
41. ↑  "The Bushlover". The Brisbane Courier. Brisbane: National Library of Australia. 27 فبراير 1932. ص. 23. مؤرشف من الأصل في 2020-03-28. اطلع عليه بتاريخ 2013-08-10.
42. ↑  "A Summer Tragedy". كاثوليك بريس. Sydney: National Library of Australia. 28 ديسمبر 1933. ص. 33. مؤرشف من الأصل في 2020-03-28. اطلع عليه بتاريخ 2013-08-10.
43. ↑  Gossamer، Goody (16 يناير 1936). "The Children's Page". The Catholic Press. Sydney: National Library of Australia. ص. 39. مؤرشف من الأصل في 2020-03-28. اطلع عليه بتاريخ 2013-08-19.

### معلومات الكتب كاملة
- Moulds، Maxwell Sydney (1990). Australian Cicadas. Kensington, New South Wales: New South Wales University Press. ISBN:0-86840-139-0.